# Escala levinsoni
Escala levinsoni är en kackerlacksart som beskrevs av Roth, L. M. 1991. Escala levinsoni ingår i släktet Escala och familjen småkackerlackor. Inga underarter finns listade i Catalogue of Life.